# جون وينستون
جون وينستون (بالإنجليزية: John Winston)‏ هو ممثل بريطاني، ولد في 24 أكتوبر 1933 في المملكة المتحدة.

## وصلات خارجية
- جون وينستون على موقع IMDb (الإنجليزية)
- جون وينستون على موقع ألو سيني (الفرنسية)
- جون وينستون على موقع أول موفي (الإنجليزية)
- جون وينستون على موقع قاعدة بيانات الفيلم (الإنجليزية)
- جون وينستون على موقع كينوبويسك (الروسية)